# Ergasilus danjiangensis
Ergasilus danjiangensis is een eenoogkreeftjessoort uit de familie van de Ergasilidae. De wetenschappelijke naam van de soort is voor het eerst geldig gepubliceerd in 2008 door Song, Yao & Nie.